# 德川市
德川市（：／ Tŏkchŏn si */?）是朝鮮民主主義人民共和國平安南道北部的一個城市，北鄰平安北道。東西為山地，大同江流經形成德川盆地。面積691.5平方公里，2008年人口237,133人。下分22洞、10里。

## 歷史
王氏高麗時設遼原郡，1001年改稱德州並設防禦使。1413年始稱德川，1415年設郡，1986年設市。